# هیرودیوم
هیرودیوم (لاتین)، هیرودیون (یونانی باستان: Ἡρώδειον)، که در اسرائیل به عنوان هرودیون معروف است (عبری: הרודיון‎) و در زبان عربی به عنوان جبل الفریدیس (عربی: هیرودیون، "کوه بهشت کوچک")؛ همچنین هار هوردوس یک تپه مخروطی شکل کوتاه، در ۱۲ کیلومتر (۷٫۵ مایل) جنوب اورشلیم و ۵ کیلومتر (۳٫۱ مایل) جنوب شرق بیت لحم، در بیابان یهودیه، کرانه باختری رود اردن قرار دارد. هیرود بزرگ یک قلعه کاخ و یک شهر کوچک در هرودیوم، بین سال‌های ۲۳ تا ۱۵ قبل از میلاد بنا کرد و گمان می‌رود که در آنجا دفن شده باشد. هرودیوم ۷۵۸ متر (۲٬۴۸۷ متر) ft) بالاتر از سطح دریا، و بلندترین قله در صحرای یهودیه می‌باشد. امروزه، این مکان توسط توسط سازمان باغات و مناطق طبیعی اسرائیل کنترل و اداره می‌شود و یک پارک ملی در اسرائیل است. اسرائیل ادعا می‌کند که حق دارد در منطقه طبق پیمان‌های اسلو کار کند، اما مقامات فلسطین می‌گویند اسرائیل حق ندارد حفاری‌ها را در آنجا انجام دهد یا مصنوعات اسرائیلی را که در کاوش‌های آنجا کشف شده‌است حذف کند.

## ریشه‌شناسی

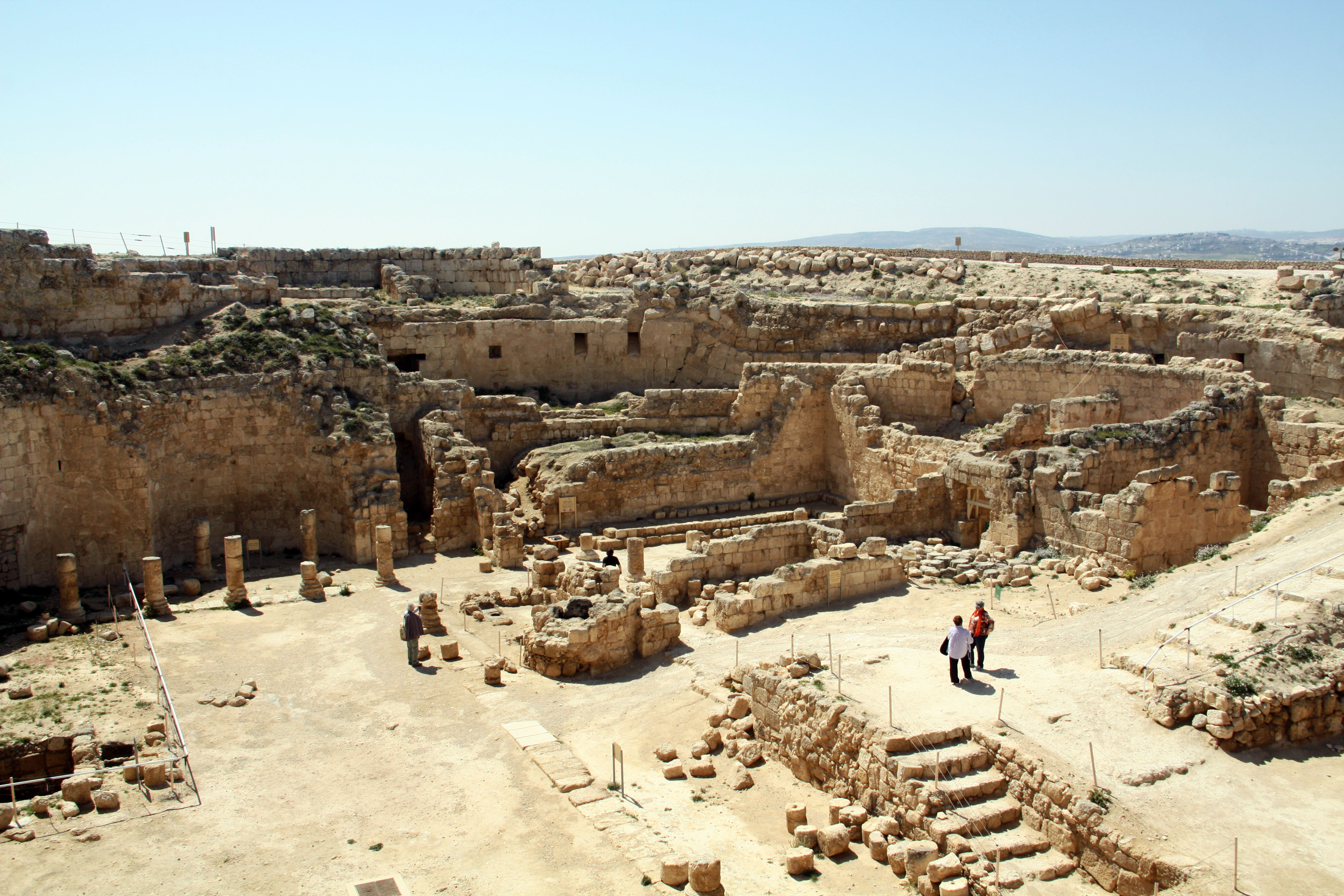
کاوش‌های هرودیون

هیرودون تنها محلی است که به نام پادشاه هرود بزرگ نامگذاری شده‌است. این مکان توسط صلیبیون به عنوان "کوه فرانک هاً شناخته می‌شد. مردم محلی عرب آن را جبل ال فردوس (جبل الفردوس) ("کوه بهشت") می‌نامند. نام مدرن عبری، هرودیون (عبری: הרודיון‎)، در واقع ترجمه ای از املای یونانی است. با این حال، باستان شناسان مدرن اسرائیلی تأیید کرده‌اند که نام اصلی عبری این سایت هیرودیس (عبری: הרודיס‎)، دقیقاً همان‌طور که این نام در یکی از نامه‌های شورش بارکوخبا کشف شده از غارهای مورابات در صحرای یهودا ثبت شده‌است.

## تاریخ

### پیدایش
۴۰ سال پیش از میلاد، پس از فتح سوریه توسط اشکانیان، هیرود به ماسادا گریخت. در راه، در محل هرودیون، هیرود با اشکانیان درگیری پیدا کرد و پیروز ظاهر شد. به گفته یوسف فلاوی، مورخ یهودی رومی، "او به یادبود پیروزی خود، شهری را در آن نقطه بنا کرد و آن را با کاخهای شگفت انگیز تقویت کرد … و او پس از خودش آن راً هیردیون "نامید.

### ساخت و ساز
باستان شناسان بر این باورند که این کاخ توسط بردگان، کارگران پولی و معماران ساخته شده‌است. هرود یکی از بزرگترین سازندگان زمان خود محسوب می‌شد و از جغرافیای آن وحشت نمی‌کرد. کاخ وی در حاشیه کویر ساخته شده بود و در بالای تپه مصنوعی قرار داشت. بزرگترین برج از چهار برج قلعه در یک پایه سنگی به قطر ۱۸ متر ساخته شده‌است که این مکان به احتمال زیاد جایی بوده‌است که هیرود زندگی می‌کرد. او اتاق‌های خود را با کف موزائیک و نقاشی‌های دیواری پیچیده تزئین کرده بود. سه برج دیگر که از فضاهای نشیمن و انبارها تشکیل شده بودند به قطر ۱۶ متر بودند. در بیرون، چندین مخزن برای جمع‌آوری آب به داخل کاخ ساخته شده‌است.

## خاکبرداری

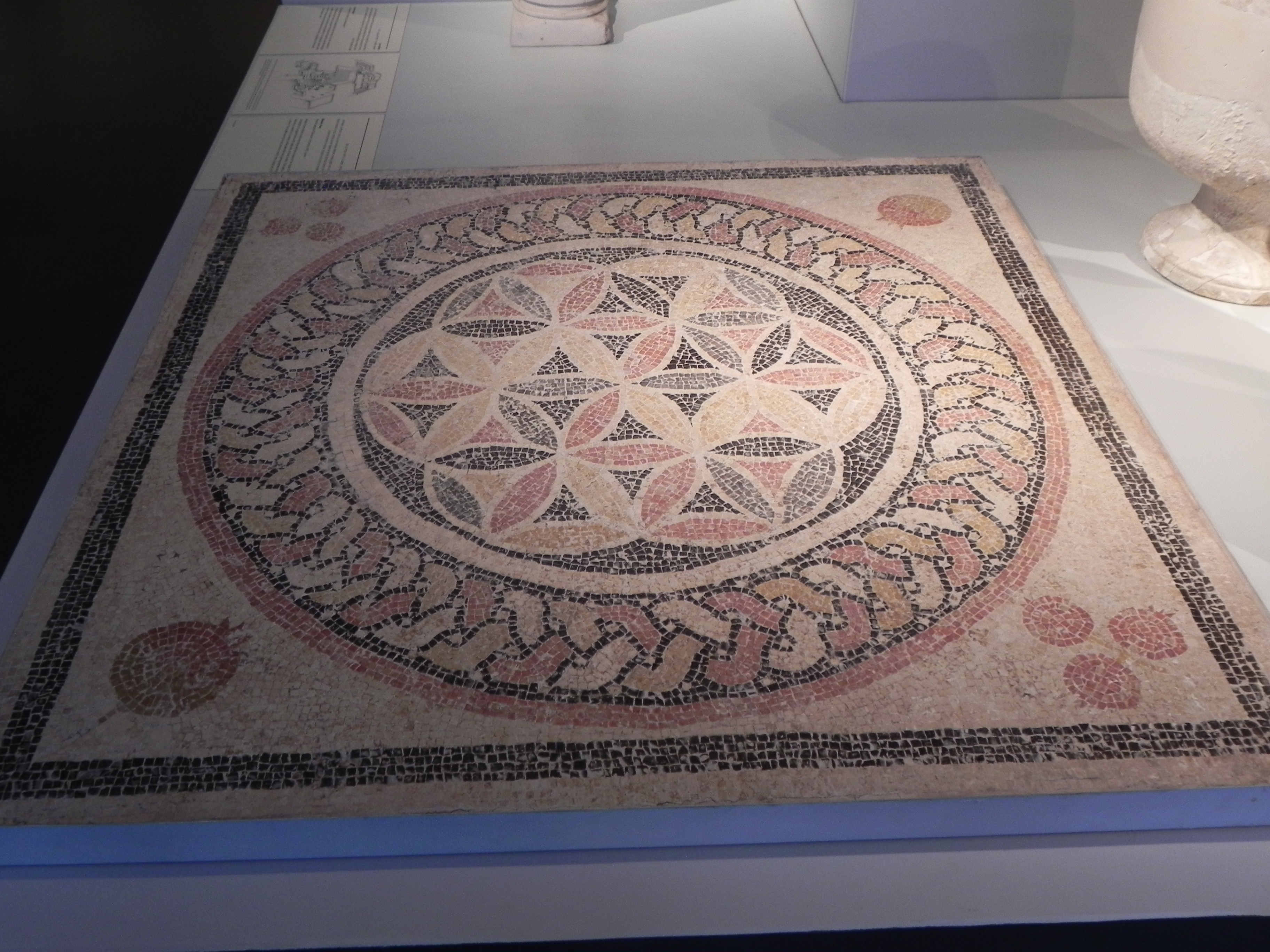
بخش طبقه موزاییک در هیرودون کشف شد

کاوش باستان‌شناسی هرودیوم در سال ۱۹۶۲ توسط ویرجیلیو کانیو کوربو و استانیسلاو لوفردا، از اورشلیم آغاز شد و تا سال ۱۹۶۷ ادامه یافت: آنها ارگ فوقانی، در بالای تپه را کشف کردند.
از سال ۱۹۷۲، حفاری انجام شده توسط ایهود نتصر، به نمایندگی از دانشگاه عبری اورشلیم آغاز شد، و آنها تا زمان مرگ ایهود نتصر در سال ۲۰۱۰ ادامه داشت. نتصر عمدتاً کاخ پایین، در پایه تپه را حفاری کرده‌است.

### کاخ هرود

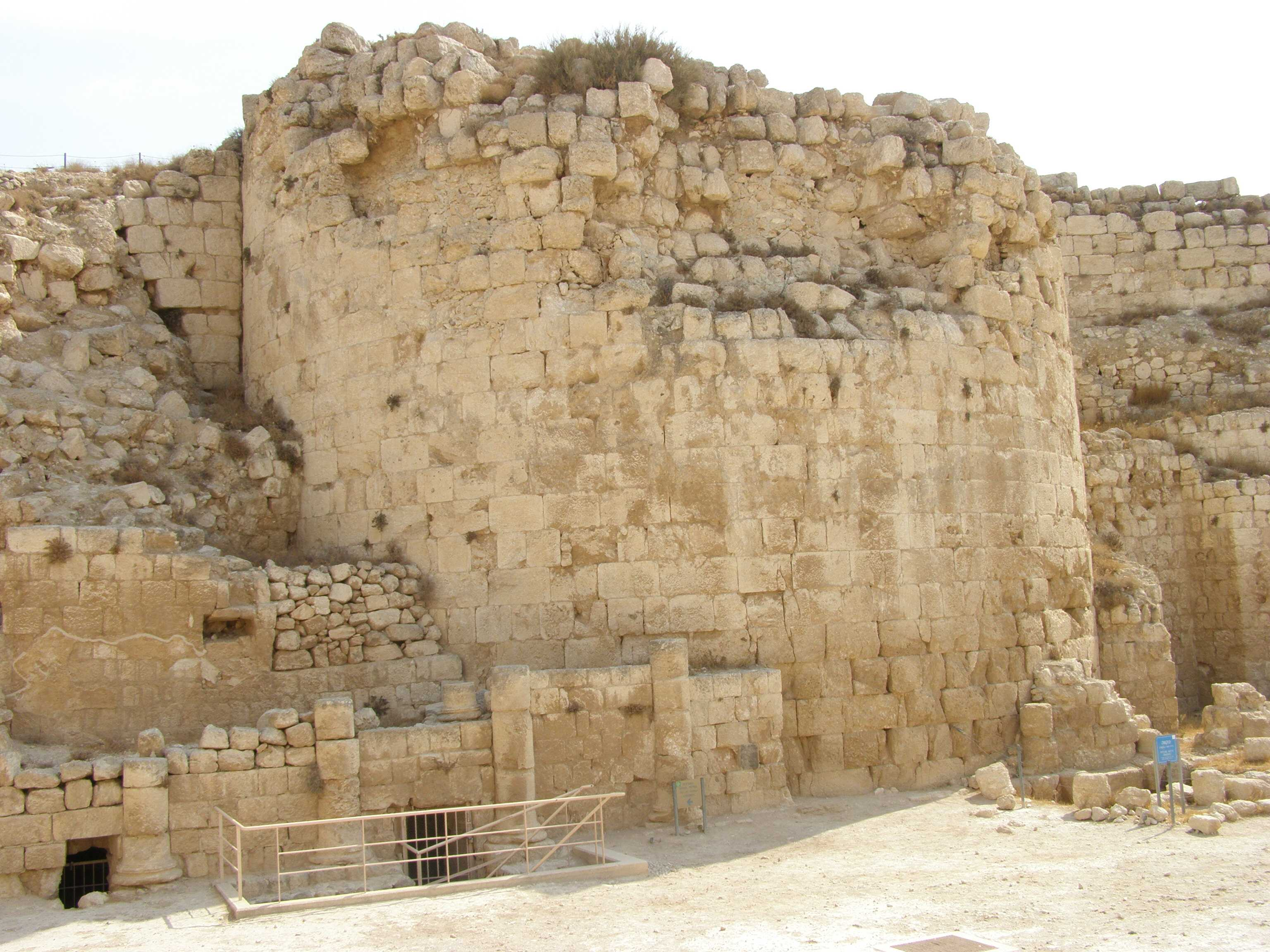
کاوش‌های باستان‌شناسی کاخ هرود

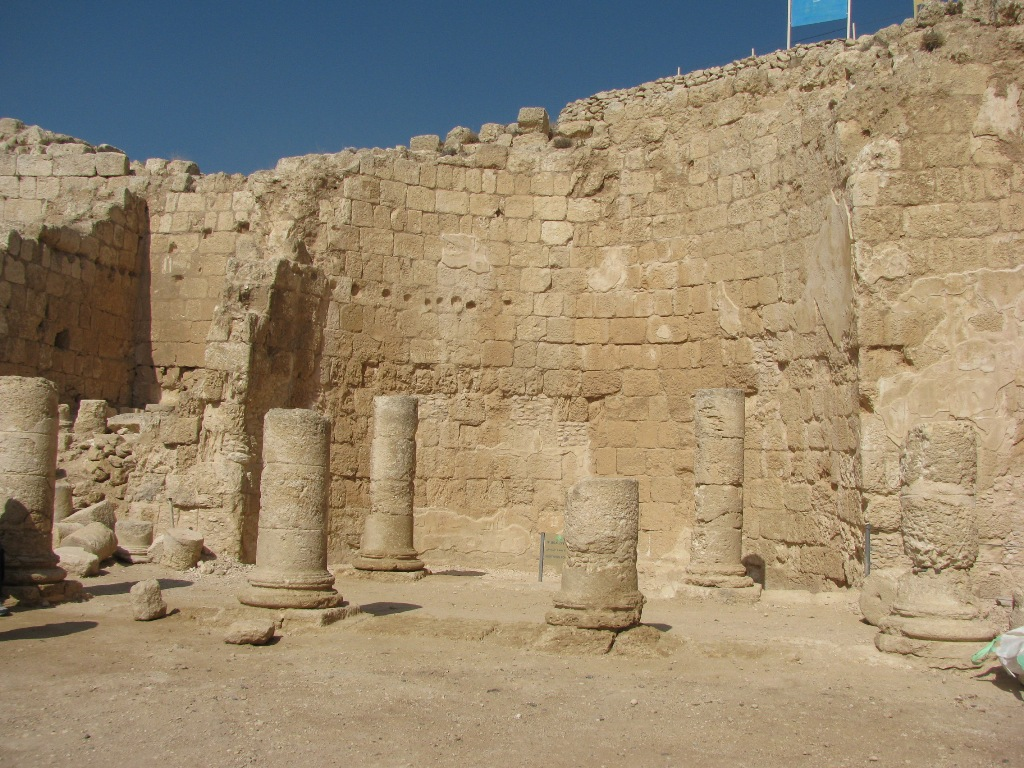
لابی کاخ شمالی

هرود بزرگ کاخی را در درون قلعه هرودیوم بنا کرد. خود هرود مأمور ساختن کاخ بین ۲۳ تا ۱۵ قبل از میلاد در بالای هرودیوم شد تا همه بتوانند آن را ببینند. این کاخ شامل چهار برج هفت طبقه بود، یک حمام، حیاط، یک تئاتر رومی، اتاق‌های مهمانی، یک پیاده‌رو بزرگ ("سرسرا")، و همچنین یک محوطه زندگی عجیب و غریب برای خودش و مهمانان را شامل می‌شد. هنگامی که هیرود درگذشت و شورش بزرگ آغاز شد، هیرودیوم کنار گذاشته شد. سرانجام یهودیان پایگاهی در هیرودیوم داشتند و در آنجا کنیسه ای بنا کردند که برخلاف کاخ‌های هرود، امروزه هنوز هم دیده می‌شود.

#### حمام
حمام رومی شامل سه منطقه، کالداریوم، تپیداریوم و فریجیداریوم بود. همچنین دارای گنبدی بسیار چشمگیر بود که علی‌رغم هزاران سال زلزله و جنگ هنوز در وضعیت خوبی قرار دارد. کالداریوم برای اجرای گرما سقفهای طاق، کفهای بلند و کانالهایی در دیوارها قرار داده شده بود. تپیداریوم درست مانند محوطه‌های زندگی کاخ دارای کف و معرق بود. فریجیداریوم، آخرین مکان حضور در حمام، جایی بود که میهمانان در یک استخر بزرگ خنک می‌شدند.

### کنیسه
کنیسه در این مکان وجود دارد که دارای نیمکت‌های سنگی است که در امتداد دیوارها و راهروها توسط ستونهایی که پشت بام را تشکیل می‌دهند، ساخته شده‌است؛ که یکی از قدیمی‌ترین کنیسه‌های شام است.

### مقبره هرود
استاد دانشگاه عبری ایهود نتصر در ۸ مه ۲۰۰۷ گزارش داد که مقبره هرود، بالاتر از تونل‌ها و استخرهای آب را در یک مکان مسطح در نیمه راه بالای تپه به هرودیوم، ۱۲ کیلومتر (۷٫۵ مایل) جنوب بیت‌المقدس قرار دارد. کاوش‌های بعدی این ایده را تقویت کرد که این مکان مقبره هرود است. اکنون پایه مقبره کشف نشده و برای بازدید کنندگان سایت قابل مشاهده است.
کاوش‌های ۲۰۰۹–۲۰۱۰ در نزدیکی پایه مقبره یک تئاتر کوچک با ظرفیت ۴۵۰ صندلی با یک جعبه تئاتر سلطنتی به‌طور دقیق و زیبا تزئین شده‌است.
نتصر در اکتبر ۲۰۱۰ در اثر جراحات وارده از سقوط در محل درگذشت، و دسترسی به مقبره متعاقباً در معرض بررسی عموم امنیت سایت قرار گرفت.

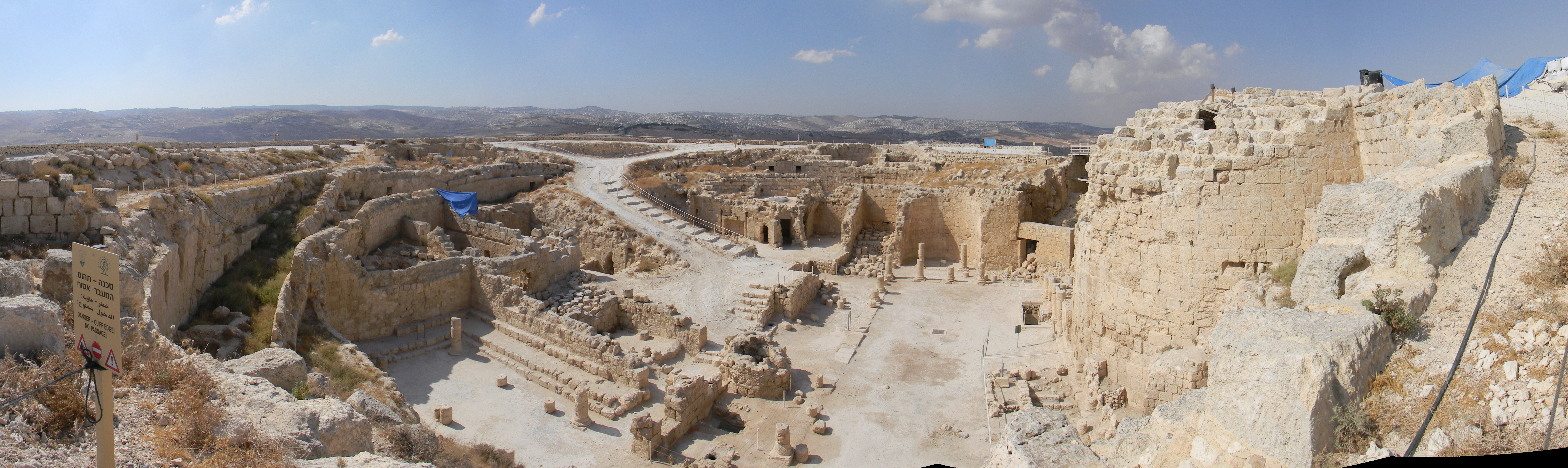
نمای پانورامای هرودیون